# Campeonato Panamericano de Tenis de Mesa de 2022
El V Campeonato Panamericano de Tenis de Mesa se celebró en Santiago de Chile (Chile) entre el 31 de octubre y el 6 de noviembre de 2022 bajo la organización de la Unión Latinoamericana de Tenis de Mesa (LATTU) y la Unión Norteamericana de Tenis de Mesa (NATTU).

## Medallistas

### Masculino
| Evento               | Oro                                                                    | Plata                                                              | Bronce |
| -------------------- | ---------------------------------------------------------------------- | ------------------------------------------------------------------ | --- |
| Individual masculino | Hugo Calderano · Brasil                                                | Kanak Jha Estados Unidos                                           | Santiago Lorenzo · Argentina · Alberto Miño · Ecuador                                                                                            |
| Dobles masculino     | Horacio Cifuentes Gastón Alto Argentina                                | Gustavo Gómez · Nicolás Burgos · Chile                             | Eric Jouti · Vitor Ishiy · Brasil · Emiliano Riofrio · Alberto Miño · Ecuador                                                                    |
| Equipo masculino     | Eric Jouti · Vitor Ishiy · Hugo Calderano · Guilherme Teodoro · Brasil | Kanak Jha Nikhil Kumar Sharon Alguetti Jishan Liang Estados Unidos | Gastón Alto Francisco Sanchi Horacio Cifuentes Santiago Lorenzo Argentina Ángel Naranjo Daniel González Brian Afanador Óscar Birriel Puerto Rico |

### Femenino
| Evento              | Oro                                                                              | Plata                                                      | Bronce |
| ------------------- | -------------------------------------------------------------------------------- | ---------------------------------------------------------- | --- |
| Individual femenino | Adriana Díaz Puerto Rico                                                         | Lily Zhang Estados Unidos                                  | Zhang Mo · Canadá · Sarah Jalli · Estados Unidos |
| Dobles femenino     | Amy Wang Rachel Sung Estados Unidos                                              | Bruna Takahashi · Caroline Kumahara · Brasil               | Idalys Lovet · Daniela Fonseca · Cuba · Adriana Díaz · Melanie Díaz · Puerto Rico                                                                   |
| Equipo femenino     | Laura Watanabe · Giulia Takahashi · Bruna Takahashi · Caroline Kumahara · Brasil | Amy Wang Lily Zhang Sarah Jalli Rachel Sung Estados Unidos | Brianna Burgos · Daniely Ríos · Adriana Díaz · Melanie Díaz · Puerto Rico · Valentina Ríos · Judith Morales · Paulina Vega · Daniela Ortega · Chile |

### Mixto
| Evento       | Oro                                    | Plata                                | Bronce                                                                                   |
| ------------ | -------------------------------------- | ------------------------------------ | ---------------------------------------------------------------------------------------- |
| Dobles mixto | Vitor Ishiy · Bruna Takahashi · Brasil | Amy Wang Nikhil Kumar Estados Unidos | Paulina Vega · Nicolás Burgos · Chile · Horacio Cifuentes · Camila Argüelles · Argentina |

## Medallero
| Núm. | País           | Oro | Plata | Bronce | Total |
| ---- | -------------- | --- | ----- | ------ | ----- |
| 1    | Brasil         | 4   | 1     | 1      | 6     |
| 2    | Estados Unidos | 1   | 5     | 1      | 7     |
| 3    | Argentina      | 1   | 0     | 3      | 4     |
| 3    | Puerto Rico    | 1   | 0     | 3      | 4     |
| 5    | Chile          | 0   | 1     | 2      | 3     |
| 6    | Ecuador        | 0   | 0     | 2      | 2     |
| 7    | Canadá         | 0   | 0     | 1      | 1     |
| 7    | Cuba           | 0   | 0     | 1      | 1     |
|      | TOTAL          | 7   | 7     | 14     | 28    |